# A・コルクノフ
A・コルクノフ（英: A. Korkunov）は、ロシアの高級チョコレートメーカー。

## 概要
1999年に企業家のアンドレイ・コルクノフとセルゲイ・リャプンツォフにより設立された。
モスクワ郊外のオジンツォボに製造工場を有し、ロシア全域及び国外でのチョコレート製品の販売を行っている。
Young & Rubicam 及び Rus Brand Independent Organization 両社からロシアのブランド10傑に選ばれている。また、Young & Rubicam の「パワー・ブランド」ランキングでは、ソニー、ジレット、BMWなど世界的な消費財ブランドに比肩する認知度を持つロシア唯一のブランドと評価されている。